# Ceratorhiza pernacatena
Ceratorhiza pernacatena är en svampart som beskrevs av Zelmer & Currah 1995. Ceratorhiza pernacatena ingår i släktet Ceratorhiza och familjen Ceratobasidiaceae.   Inga underarter finns listade i Catalogue of Life.